# David Bárcena Ríos
David Roberto Bárcena Ríos (Celaya, Guanajuato; 26 de diciembre de 1941 - Delicias, Chihuahua; 22 de febrero de 2017) fue un militar y deportista mexicano especializado en deportes ecuestres y pentatlón moderno. Representó a su país en cinco Juegos Olímpicos.

## Primeros años
Nació en Celaya, Guanajuato en 1941, su padre era comerciante. Comenzó a jugar fútbol cuando estudiaba en la secundaria, posteriormente ingresó al Heroico Colegio Militar a los 18 años, egresando de dicho plantel el 1 de enero de 1963 como Subteniente de Caballería.

## Trayectoria deportiva
Representó a México en el Pentatlón moderno de los Juegos Olímpicos Tokio 1964, México 1968 y Múnich 1972 mientras que compitió en deportes ecuestres en Montreal 1976 y Moscú 1980. En sus quintos Juegos Olímpicos, ganó la medalla de bronce en el Evento por Equipos.
Compitió en los Juegos Panamericanos de 1971 celebrados en Cali, Colombia y en los Juegos Panamericanos de 1975 celebrados en Ciudad de México, México, en esta última obtuvo dos medallas de bronce en las categorías de individual y por equipos. En competencias y campeonatos nacionales participó en innumerables eventos en las disciplinas de Pentatlón moderno, Esgrima, Ecuestres y Tiro.

## Palmarés internacionales
| Juegos Olímpicos     | Juegos Olímpicos           | Juegos Olímpicos  | Juegos Olímpicos   |
| Año                  | Lugar                      | Medalla           | Competición        |
| -------------------- | -------------------------- | ----------------- | ------------------ |
| 1980                 | Moscú ( Unión Soviética)   | Medalla de bronce | Evento por Equipos |
| Juegos Panamericanos |                            |                   |                    |
| 1975                 | Ciudad de México ( México) | Medalla de bronce | Evento individual  |
| 1975                 | Ciudad de México ( México) | Medalla de bronce | Evento por Equipos |

## Vida personal
Estuvo casado con la señora Silvia Mendoza de Bárcena (ya fallecida), originaria de Camargo, Chihuahua, con quien procreó tres hijos: Mayela, David y Roberto.
Radicó en Delicias sus últimos años de vida, y era parte de la Asociación de Olímpicos Chihuahuenses.
Falleció en Delicias el 22 de febrero de 2017 a los setenta y cinco años.
En 2020 se le hizo un homenaje póstumo por sus grandes logos que pusieron en alto el nombre de Celaya, por lo que se le designó a la Deportiva Sur de la ciudad el nombre de “General David Roberto Bárcena Ríos” y se develó una placa en su honor dentro del Salón de la Fama del Deporte Celayense. El evento fue encabezado por la alcaldesa de Celaya, Elvira Paniagua y estuvieron presentes los hijos y familiares cercanos de Bárcena.